# Teumpeun (Kembang Tanjong)
Teumpeun is een bestuurslaag in het regentschap Pidie van de provincie Atjeh, Indonesië. Teumpeun telt 414 inwoners (volkstelling 2010).